# Pôle de compétitivité Images et Réseaux
L'association Images et Réseaux est un pôle de compétitivité qui rassemble le savoir-faire des industriels et des chercheurs de Bretagne et des Pays de la Loire dans le domaine des telecoms, de l'internet, de la télévision et de l'image et développe des projets collaboratifs. Le siège est situé à Lannion dans les Côtes-d'Armor. 

## Histoire
L'association Images et Réseaux est fondée en 2005 dans le cadre de la politique industrielle lancée par le Comité interministériel d'aménagement et de développement du territoire labellisant 71 pôles de compétitivité.
En 2019, Images et Réseaux se rapproche du Technocampus EMC2 pour poursuivre le projet du pôle de compétitivité Grand Ouest spécialisé « Digital Manufacturing », réseau qui doit à terme intégrer le pôle Transactions électroniques sécurisées (Pôle TES) normand.

## Description
Images et Réseaux est une association loi de 1901 qui représente environ 250 membres - des entreprises de toutes tailles, des centres de recherche et formation, des institutions et associations - situés en Bretagne. Son siège est à Lannion dans les Côtes-d'Armor et il a également un bureau à Rennes.
Images et Réseaux favorise le montage de projets de recherche et développement impliquant plusieurs partenaires, et labellise ces projets de manière à soutenir leurs candidatures auprès des organismes de financement.

## Projets

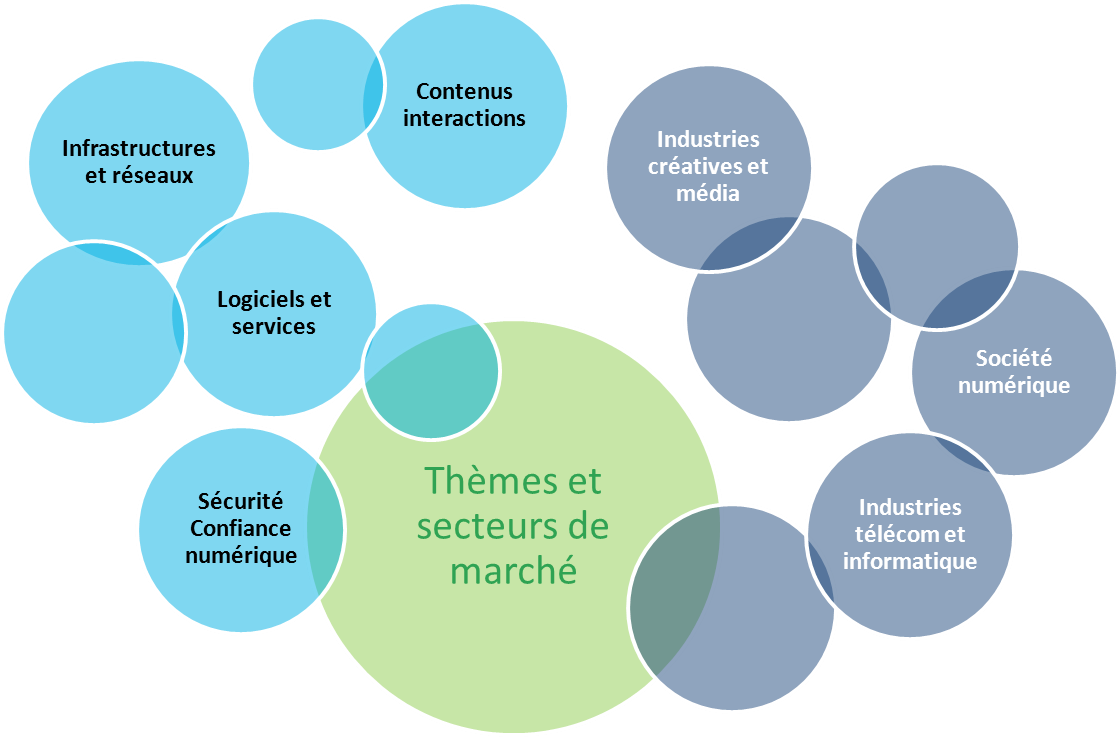
Schéma des thématiques

En 2011, Images et Réseaux lance et opère la plateforme ouverte ImaginLab destinée aux tests d’intégration, d’interopérabilité et d’expérimentation des usages, des services et des technologies innovantes sur réseaux fixes et mobiles (DVB-T2, 4G LTE, IP Multimedia Subsystem),. 
Le projet Il était une fois 5 d'Images et Réseaux explore la réalisation du même scénario de film avec quatre techniques de production fondamentalement différentes. 

## Gouvernance

### Présidents
- 2005-2008 : Christiane Schwartz[7]
- 2008-2023 : Vincent Marcatte[8]
- Depuis 2023 : Joachim Fléchaire[9]

### Direction générale
- 2005-2020 : Gérard Le Bihan[10]
- 2020 : Catherine Bourlier[10]
- Depuis 2021 : Guillaume Farny[11]